# کلیان (ارزوئیه)
کلیان، روستایی از توابع بخش مرکزی شهرستان ارزوئیه در استان کرمان ایران است.

## جمعیت
این روستا در دهستان دهسرد قرار دارد و براساس سرشماری مرکز آمار ایران در سال ۱۳۸۵، جمعیت آن ۵۰ نفر (۱۲خانوار) بوده‌است.